# Cyrestis kumamotensis
Cyrestis kumamotensis är en fjärilsart som beskrevs av Matsumura 1929. Cyrestis kumamotensis ingår i släktet Cyrestis och familjen praktfjärilar. Inga underarter finns listade i Catalogue of Life.